# علم أوفرايسل
علم أوفرايسل هو مقاطعة أوفرايسل في هولندا. ينقسم هذا العلم إلى خمس أجزاء أفقية والجزء الأزرق المتوسط متوج. اللونين الأحمر والأصفر مشتقا من شعار النبالة لمنطقة هولند، في حين يرمز الخط الأزرق المتموج إلى نهر يسل. صمم العلم من قبل مجلس المقاطعة في 19 فبراير 1947.